# Влашки обредни хлеб
Влашки обредни хлеб један је од аспекта духовне културе Влаха источне Србије, који се кроз векове очувао у обредним хлебовима и обичајима, међу којима је најистакнутији обичај и обредни феномен помана; за који Власи израђују на стотине, па чак и на хиљаде хлебова.
После миленијумског живота влашке етничке групе на простори Источне Србије, влашки обредни хлеб и његов помански обичај данас су озбиљно угрожени савременим променама у друштвеном и културном животу села. Иако припада једној малој и непознатој етничкој групи, која је кроз целу своју историју била или на друштвеном дну или на друштвеној маргини, „влашки обредни хлеб садржи универзалне људске вредности, сачуване на начин као ретко где у другим друштвима и другим културама!”
Свакодневни хлеб код Влаха скроман је као и свуда, али у сакралним обредима постаје раскош каква се ретко где виђа. Нарочито је истакнута његова улога у култу мртвих, у коме се понекад на једној трпези може наћи више хиљада хлебова у исто време! Овакав обред зове се помана и први пут се приређује навече после укопа покојника (cara), затим на седам дана од смрти (stamîna). Важна је помана на четрдесет дана (patrudzăśilji) јер се верује да умрли тада коначно прелази у загробни свет. Поманом се обележава полугодишњица и годишњица смрти, затим се она понавља сваке године, све до истека седмогодишњег циклуса када престају директне обавезе живих према умрлом рођаку.

## Историјски предуслови
Део између четири реке: Велике Мораве на западу, Тимока на истоку, Дунава на северу и Црног Тимока на југу, насељавају Власи.  У геоморфолошком смислу, ово подручје Источне Србије припада завршецима
јужног огранка Карпатских планина, које се у великом луку пружају од Братиславе у Словачкој, преко Чешке, Пољске, Украјине и Румуније, до Србије, где се на превоју Честобродице везују са Балканским планинама. У Србији Карпате сече река Дунав, са живописном Ђердапском клисуром. Овај горостасни планински ланац потом прелази у питоме низије, остављајући за собом планинске блокове Мироча, Дели Јована, Хомоља, Бељанице и Кучаја. У котлинама и клисурама између њих теку Поречка река, Ресава, Млава и Пек; чији сливови нису само засебне хидрографске целине, већ и специфична етнографска подручја.
Неколико таквих подручја чине још и равнице Звижд, Стиг и Браничево на западу, и Неготинска Крајина
и Кључ на истоку. Већи градови источне Србије су Пожаревац, Мајданпек, Неготин, Зајечар, Бор и Ћуприја.
Иако историјски извори, на овоме простору, бележе као најстарија племена Трибале, Мезе, Пикензе, Трикорнензе, Тимахе и Дарданце, наука није сасвим сигурна која су од њих припадала Келтима, која Дачанима, односно Трачанима, а која евентуало Илирима.
Келти су са собом на Балканско полуострво донели име Влах, које је касније наставило самостално да живи, мењајући одредиште не само у етничком него и у социјалном смислу. Ова шарена етничка сликa
скоро у потпуности је романизована у периоду од 1. до 4. века, која је по некој необичној историјској инерцији настављена и после распада Римског царства, што је на крају довело до стварања румунске државе северно од Дунава. Са тог простора у 6. веку, управо преко источне Србије, на Балкан
продиру словенска племена, која ће се ту временом трајно настанила.
На подручју романизованих Трачана, за које је Херодот рекао да су „после Инда, највећи народ на свету“, формирала се словенска држава Бугарска, а западно од ње словенска држава Србија. Њихова граница током времена померала се са запада на исток, да би се од 20. века усталила на Тимоку, у источној Србији.
Након распада Римског царства, овај део Балканског полуостра једно време је био под утицајем Византије, а у 15. веку пао је под османлијску власт, која је успела да се на овим просторима одржи све до 19. века. Са распадом Османског царства почело је стварање националних држава за које данас знамо на простору Балканског полуострва.
Данашњу етничку слику источне Србије формирали су етно—историјски, политички и економски фактори с краја 17. и почетком 18. века. Преломни тренутак је Велика сеоба Срба под Арсенијем Чарнојевићем 1690. године, која је готово испразнила ондашњу Србију. Преци данашњих Влаха били су у то време обесправљени сељаци, готово робови, под стегом бојара у румунским кнежевинама северно од Дунава,
Влашкој и Молдавији, или под влашћу Аустрије и Мађарске на подручју Баната и Ердеља, а део у нимало бољем положају у Бесарабији или у Добруџи. Била је то она класа европских сељака, која је вапила за
помоћ, јер су од њеног рада живели сви остали сталежи. Зато не изненађују историјски подаци да је хиљаде сељака напуштало ове области и бежало преко Дунава на југ, у област између Мораве и Тимока, посебно током фанариотског режима који је у двема румунским кнежевинама владао више од једног века (1711—1821). Том насељавању погодовала је и чињенива да је Србија била демографски толико опустошена да је пред Пожаревачки мир (1718) имала једва 4000 становника (заједно са Београдом, и највећим селом Богатић са 44 становника).
Према нешто каснијим пописима (који нису били бас сасвим тачни због начина пописивања и скривања становника) Неготинска крајина имала је 33 насељена места са укупно 198 породица, Поречка нахија 15 насеља са 60 поданика, Хомољски дистрикт 10 насеља са 80 поданика. Била је то суморна слика огромне пустоши која је владала тадашњом Србијом, за коју ретки путници говорили и да је „готово сасвим покривена шумом“.
Према историјским изворима, аустријски државници имали су задатак 
| „ | ...да од задобивених земаља, нарочито од Србије, створе не само један извор више за војничку и финансијску снагу Хабзбуршке монархије, већ земље у којима ће нови ред и народ, потпуно задовољан новом владавином, бити привлачна сила за остале хришћане у Турској. | ” |

Тај план освајање балканских земаља оправдао је потребом „увођења европске културе међу балканске варваре“.
| „ | Зато не чуди што сам командант Темишварске администрације, гроф Клаудије Мерси, лично обилази групе банатских Влаха које је Адми нистрација преселила у Србију 1721. и 1722. године, брине о њиховом распореду на простору између Тимока и Кучајне, и подстиче их да наставе сами да раде на довођењу својих рођака с подручја Баната. | ” |

Од пресудне је важности био је услов да су обесправљени бојарски поданици, овде, у карпатском делу Србије, први пут дошли до своје земље; заузимали су је где су хтели, и колико су хтели, и из пустаре, зарасле у коров и прашумски густиш, крчењем је претворили у обрадиво земљиште, и на њој, као свој на своме, опстали, и остали све до данас.
Православна Црква је пратила своје вернике, и Србе и Влахе, и то са службом на њиховим језицима (на влашком понегде до средине 19. века), али њен богословни ниво био је на најнижем нивоу од кад је ова црква настала. Такво стање је потрајало и након одласка Османлија. Ова дуготрајна слабост Цркве свакако је један од узрока; 
| „ | ...што се у источној Србији очувала етнографска свежина какву је тешко наћи на другим стра нама хришћанског света. Али, важнији узрок лежи у самој структури влашке породице, у којој је жена сачувала слободу Трачанке (о којој сведочи Херодот), а из руку није испустила главну улогу у обредном животу коју држи још од матријархата! (Није ништа необично када истраживач и данас, два миленијума по Христовом рођењу, међу старијим Влајнама које воде помански обред, још увек налази оне које за Христа никада нису чуле! | ” |

Тачан број Влаха се, иначе, не може сазнати путем уобичајених пописа. Власи су у Србији временом постали флотантна маса двојног идентитета, која се на пописима најчешће изјашњава за Србе, стављајући тако у први план геополитичку припадност, односно држављанство, у односу на етничко порекло и националност.  Данашњи број Влаха може се израчунати приближно, на основу разних демографских и етнографских параметара (на пример, само број становника у чисто влашким селима износи 120.000!). Рачунајући и мешовита села, варошко становништво и дијаспору, долази се до цифре од најмање 200.000 српских држављана који могу бити потомци влашких досељеника из прве половине 18. века, али и нешто каснијих времена, јер се процес досељавања продужио и кроз наредни век.

## Обредни хлебови за помане
Помана (<слов. pomĕnŭ, „даћа“, „парастос“) или у српском језику помен, односно „гозба” за покојнике којом му се на онај свет шаље храна и пиће. Код источних Влаха (Хомоље, Пореч, Кључ, Крајина, Црна Река) је обредни обичај којим су исказивали бригу за своје покојнике, као једну од најсветијих дужности њихових потомака. Како се сматрало да на оном свету влада глад, жеђ, тама, хладноћа и оскудица у свему, живи су кроз поману желели да својим мртвима пошаљу најнеопходније. У стара времена помана се постављала на месту где је човек издахнуо, и пружала се у истом правцу у коме је он тада лежао. Сада се поставља тако да глава гледа kîtra rîsarit („ка истоку“), онако како покојник лежи у своме гробу.
Власи не приређују помане само мртвима, већ и себи за живота. Ове помане се зову kumînd или sarandar и карактеристичне су по великом броју хлебова. Тако је нпр. према подацима Етнографског музеја из Неготина за kumînd породице Глишић из села Житковица у општини Голубац, приређен септембра 2003. године, испекла тачно 2.622 обредна хлеба!
Основу помане чине обредни хлебови, спремљени од најфинијег пшеничног брашна. Број хлебова се повећава током седмогодишњег циклуса према numaraturama ("бројевима"), строгим обредним правилима, која имају религијско-магијски и ритуални карактер. Главни хлебови зову се trăbujelje ("закони"), и представљају разна божанска, митска или демонска бића која господаре загробним животом и чувају прелазе између два света.
Изглед „закона”, њихов број и назив није свуда исти и разликује се од села до села. Постоје разлике чак и у оквиру истог места, јер је култура обредних хлебова под јаким утицајем локалне, па чак и породичне традиције. То обредним хлебовима обезбеђује оригиналност и велику разноврсност.
Хлеб као „глава“ помане („даће“), код источних Влаха има антропоморфни карактер; постављен је на почетак трпезе са обредним хлебовима (различитог броја), која посматрана одозго – због распореда хлебова – подсећа на човека који лежи, па се сматра да помана оличава самога покојника.
Као глава помане, овај хлеб треба да је води да не „залута“ док путује на онај свет, где је преузима посебно божанство задужено да дели помане, и оно је доставља покојнику лично. Њему тада у госте долазе, поред најближе родбине, и сва божанства којима су намењени поједини хлебови.
Кроз онострани свет поману предводи колач облика овојнице звани vîntura или razluog, који је овде постављен у самом средишту главе. Цео хлеб означава календарску годину, као јединицу вечног тока времена које се одвија циклично. Зато је тракама у облику сунчевих зрака подељен на 12 поља, са по једним младим месецом (luna ćinără) на рубу сваког од њих. Месец својим менама од рађања до пуног круга, иза кога следи нестанак, односно умирање, најсличнији је људској судбини; млађење месеца буди наду у могућност поновног рођења...
| „ | ...јер се верује да је Бог створио човека као бесмртно биће, али то рођење не догађа се више на овоме свету, и нема биолошки карактер као реинкарнација у источним религијама, него на оном - где захваљујући многобројним и веома сложеним посмртним обредима, сваки упокојени Влах почиње свој вечни живот као неки мали краљ! Јер од прастарих времена живи веровање да само истакнути људи, какви су они на високом положају, имају шансу да буду бесмртни. | ” |

Већина ових хлебова — „закона” и данас чува у свом називу имена паганских богова, којима се приносе као бескрвна жртва. Главна су божанства из уранског пантеона: Suarilji (Сунце), Luna (Месец), Marc (уторак, дан Марса), Žuoj (четвртак, Јупитеров дан), а четири небеска положаја сазвежђа Ursa minor оличена су у најважнијем хлебу влашких помана: свастици! Овај мотив јавља се у многим варијантама, и под многим називима, а најчешћи је еуфемизам frumošăl („лепотан”).
Следе хлебови који се дарују:
- Богу,
- Богородици,
- Архангелу („узимачу душа”),
- Светом Петру („рајском кључару”),
- Хлеб за чувара брвна преко кога покојник прелази у загробни свет,
- Хлеб за стражара који чува рајска врата,
- Хлеб pîndar за биће које надгледа поману и пази да јој неко незван не приступи...

## Обредни хлебови за Божић
Божићни обредни хлебови (звани „колаку де крачун”) су посебне врста обредних колача, нашараног као славски колач, који Власи у многим влашким и српским селима месе за Божићне празнике. Припрему обредних хлебова могу пратити разна обичајна правила и обреди. Уобичајено је да се у умешено тесто за обредне хлебове стави новчић, а према локалним обичајима и неки други ситни предмети (зрневље попут пшенице, кукуруз, пасуљ, сочиво). Они имају одређену магијску улогу и представљају неку врсту жртвеног обичаја који се подноси у циљу веће родности усева, берићета, и здравља укућана и стоке. Како по народном веровању божићни обредни хлебови поседују и плодоносну моћ, односе се у поља, воћњаке и винограде и дају стоци.

## Славски обредни хлебови
Попут Срба, влашко становништво прославља славе, као породичне празнике и као сеоске и црквене светковине. За породичну славу се најчешће каже „празник“. Она се слави три дана. Први дан славе посвећује се кући и имању. Други дан је посвећен покојницима (прецима). Тога дана се прави велика гозба. Покојницима и Богу се намењује храна поређана на посебаном столу. Сва јела која се спремају за празник морају се наћи на заједничкој трпези како би их домаћин окадио и очитао молитву.
У горњем делу великог стола стоји свећа – на славском колачу, који чине три мања колача: литургија,
алдумјезду, колак. Трећи дан славе посвећен је живима, када гости долазе на ракију. Сваки гост од домаћина добија на дар по један мали округао колач украшен цвећем.